# Заложные покойники

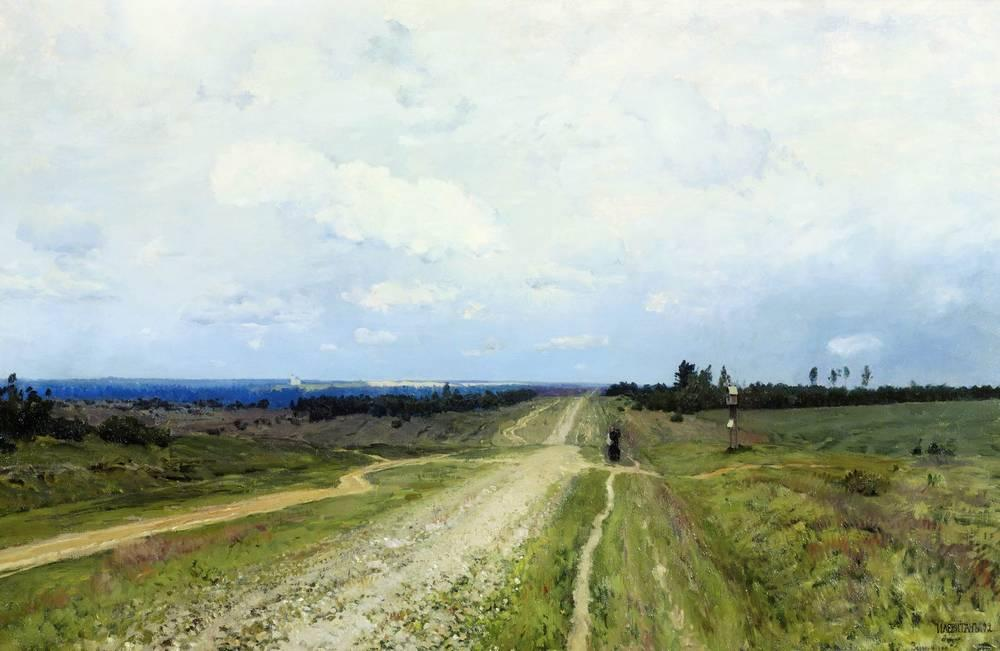
Крест с голубцом у перекрёстка дорог.
(И. И. Левитан. Владимирка. 1892 г.)

Зало́жные поко́йники (рус. нечистые покойники, мертвяки, нави, навь; бел. наўцы, наўкі; укр. мавки, нявки; болг. навье, навлянци, навои, навяци; в.-серб. навjе; словен. navje, mavje; пол. nawie) — по славянским верованиям, умершие неестественной смертью люди, не получившие после смерти успокоения. Считалось, что они возвращаются в мир живых и продолжают своё существование на земле в качестве мифических существ.
Термин «заложные покойники» введён в научный оборот в начале XX века этнографом Дмитрием Зелениным, так как «нечистые» покойники не имели единого для всех славянских традиций названия.
Верили, что душа так называемого «заложного» покойника не может перейти в загробный мир и поэтому «блудит» по земле. По славянским поверьям, такие покойники могли стать нечистой силой.

## Этимология
«Заложные» или «нечистые» покойники не имеют единого для всех славянских традиций названия. Термин заложный покойник был введён в научный оборот в начале XX века этнографом Дмитрием Зелениным, который заимствовал его из вятской диалектной лексики для обозначения «нечистого», «ходячего» покойника; в других русских диалектах данное выражение не зафиксировано. Возникновение слова «заложный» он связывал с самим способом захоронения; тело в гробу укладывали лицом вниз, яму закладывали (отсюда и название «заложные») камнями и ветками. К «заложным покойникам» обычно причисляли умерших насильственной смертью, самоубийц, умерших от пьянства, утопленников, некрещёных детей, колдунов и ведьм.

## Особенности захоронения
В отличие от «обычных» покойников, так называемых «родителей», — «нечистых» не закапывали в землю и хоронили не на кладбище, а на перекрёстках дорог (ср. Удельница), границах полей, в лесу, в болотах, в оврагах, то есть за пределами церковной ограды, так как считалось, что они «прокляты родителями и земля их не принимает».
У восточных славян таких покойников было принято хоронить на обочинах дорог, особенно на перекрёстках, а также на меже. В Древней Руси существовал дохристианский обычай после сожжения собирать прах умерших в сосуд и оставлять «на столпе, на путехъ».
Несмотря на противодействие таким обычаям со стороны церкви (Серапион Владимирский осуждал языческий обычай вырывать из могил утопленников и удавленников в случае бедствий, а Иосиф Волоцкий установил практику отпевания «нечистых» покойников, основав «Богорадный монастырь» в дер. Спировской, при котором их погребали, данные поверья были настолько сильны, что в результате появляются отдельные кладбища (скудельницы) — «убогие дома», в просторечии называемые «божедомы» или «божедомки», представляющие собой простые участки, загороженные досками или кольями.

## Народные поверья
В Симбирской губернии существовало поверье, что во время засухи «надо непременно найти опойца, которого не принимает земля, поэтому его надо вырыть из земли и кинуть в болото, чтобы пошёл дождь». Аналогичные рассказы есть и о других местах, кроме тех, где засухи не бывает.
Помимо засухи, «заложные покойники» могли причинить и другой вред. Известна, например, легенда о Батурке, который по поверью был очень жадным, поэтому, чтобы утолить его алчность, проходящие мимо люди должны были сделать подношение, иначе он мог нагнать на них и их скот болезнь. Сохранилось много сказаний о том, как «нечистые» мертвецы пугали скот и людей.
В Белоруссии места насильственной смерти считались нечистыми, и проходящие мимо люди на такие места бросали камни, ветки деревьев, клок соломы или горсть земли («иначе умерший будет за ними долго гнаться»). Кроме Белоруссии, обычай бросать что-либо на могилу заложного покойника зафиксирован также в Виленской, Псковской, Олонецкой, Саратовской, Волынской, Черниговской, Полтавской, Харьковской губерниях. В Харьковской губернии считали, что кидающий на могилу «заложного покойника» тем самым как бы участвует в погребении, оказывает покойнику погребальные почести.

## Мифологические персонажи
- Русалка[19]. Дмитрий Зеленин ставил знак равенства между «заложными» покойниками и русалками[19]. В то же время советский этнограф Сергей Токарев считал, что образ русалки в виде девушки, живущей в воде, или в поле, и в лесу, возникнув в XVIII веке, соединил в себе как водную стихию (водяницы, берегини и др.), собственно «нечистых» мертвецов, так и верования о духах плодородия[7].
- Упырь[20] — «заложный» покойник, чаще всего умерший колдун.
- Мавка — злой дух, близкий русалкам, карпато-украинским «лесным паннам» или горным женским духам. Считалось, что мавками становятся мертворождённые дети, умершие некрещёные младенцы, либо те, что умерли на Русальной неделе.
- Колокольный ман (колокольный мужик, колокольный мертвец) — живой мертвец, по ночам сидящий на колокольне[21][22].
- Игоша (ичетик, потерчата, страччук) — мелкий демон, душа некрёщеного или мертворождённого ребёнка[23].
- Жердяй — высокий и худой дух, который по ночам ходит по улицам и заглядывает в окна[24].
- Шуликуны — так в Вологодской губернии называли проклятых или погубленных матерями младенцев, которые превращаются в святочную нечисть и бегают по улицам с горячими углями на железной сковородке или железным калёным крюком в руках, которым они могут захватить людей[25].